# Arte romana repubblicana

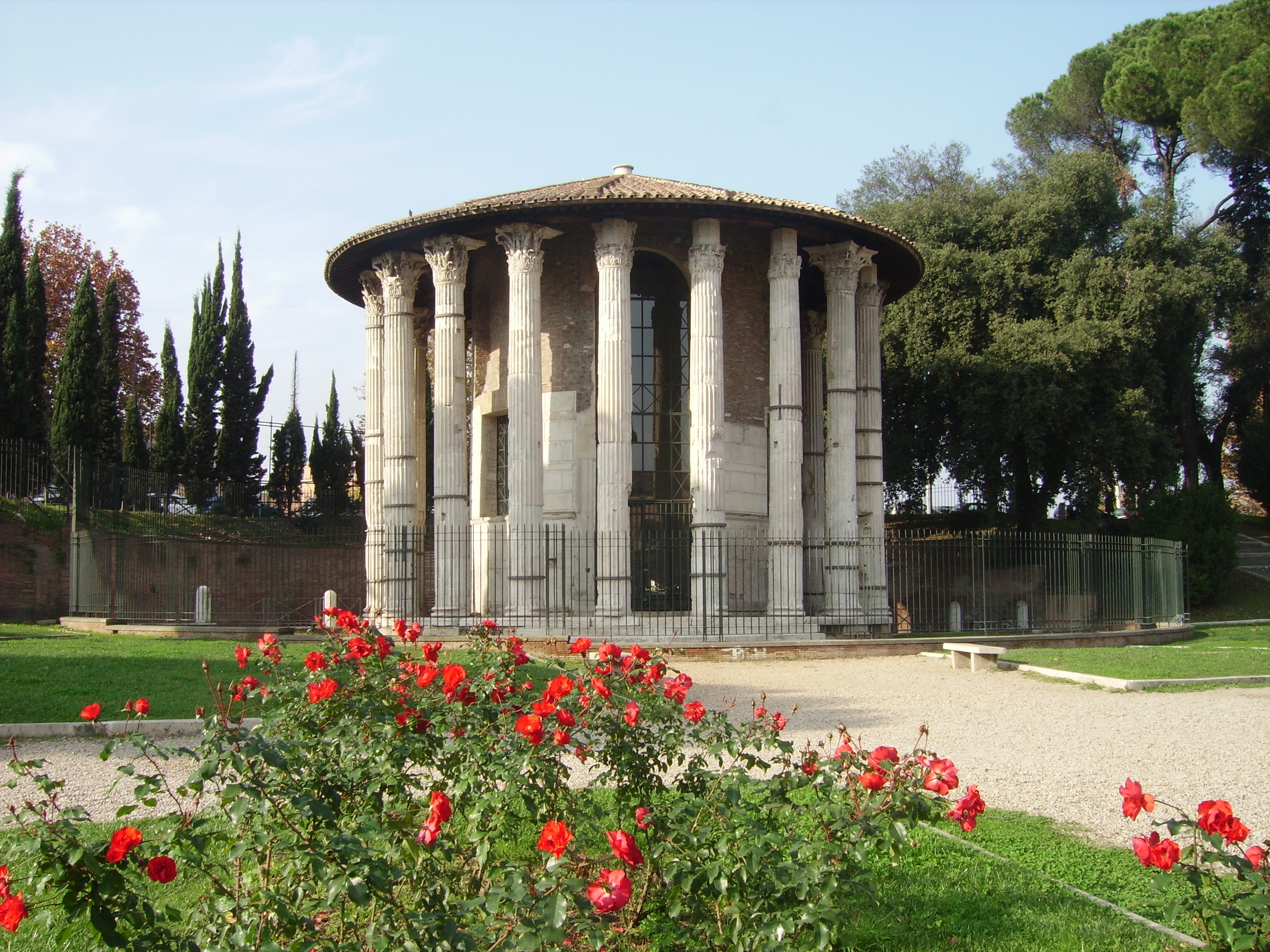
Roma, tempio di Ercole Vincitore

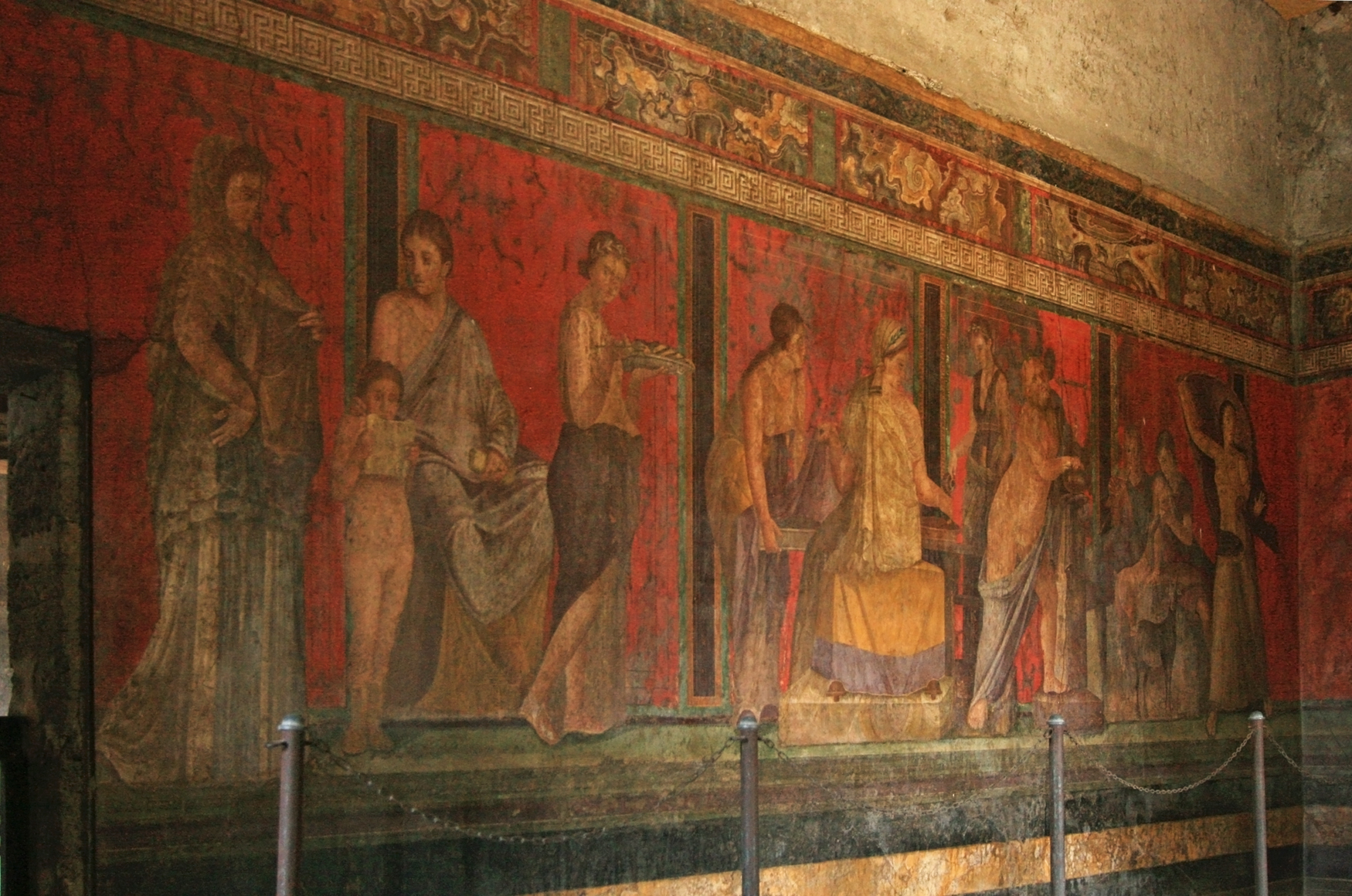
Pompei, villa dei Misteri, salone con scene misteriche

L'arte romana repubblicana è la produzione artistica che si svolse nel territorio sotto il controllo di Roma durante il periodo della Repubblica (convenzionalmente dal 509 a.C. al 27 a.C.).
Lo sviluppo militare, politico ed economico della Repubblica romana non coincise con lo sviluppo di una civiltà artistica autonoma. Nel periodo repubblicano si possono distinguere almeno tre momenti artistici: un primo come continuazione della cultura arcaica, dove la produzione in città non manifesta alcuna caratteristica stilistica propria; un secondo legato alla conquista della Grecia ed all'arrivo di ingenti bottini di opere d'arte, che mise in crisi la tradizionale produzione artistica romana innescando un tumultuoso dibattito; una terza fase a partire dall'età sillana, quando comparvero ineluttabilmente caratteri propri e specifici dell'arte romana.

## Arte nel solco arcaico

Bruto dei Musei Capitolini

Il 509 a.C. segna tradizionalmente la cacciata dei re etruschi e l'inizio delle liste dei magistrati. La produzione artistica restò comunque a lungo influenzata dai modi etruschi e da quelli delle città greche della Campania: fino al 390 a.C. Roma fu una semplice città dell'Italia centrale, sebbene avvantaggiata da una posizione che favoriva il transito commerciale. Col ritiro degli Etruschi dalla Campania (disfatta di Cuma del 474 a.C.) i traffici si indebolirono e la città si vide costretta a ampliare il suo territorio. Dal 390 al 265 a.C. i Romani riuscirono a conquistare l'Italia subappenninica; contemporaneamente i plebei riescono a accedere alle cariche pubbliche.
L'attività religiosa a Roma in quel periodo era intensa, come testimoniano le fonti elencando una serie di templi oggi quasi tutti scomparsi. Ciascuno aveva le sue statue di culto, alle quali vanno aggiunte altre numerose statue, per la maggior parte in bronzo, che decoravano la città (tutte scomparse). Alcuni riferimenti sulle monete e su coevi reperti di Tarquinia, Chiusi, Perugia e Volterra (inizio del III secolo- fine del I secolo a.C.) permettono di avanzare ipotesi sull'aspetto di queste statue, legato all'ellenismo provinciale italico, ovvero la riproduzione di modelli del primo e secondo ellenismo con errori, interpolazioni e semplificazioni. Ne viene fuori un'arte popolaresca volta solo ai fini pratici di narrazione o di modesta decorazione.
Un esempio unico di scultura di produzione superiore all'artigianato è la cosiddetta testa di Giunio Bruto, oggetto però di numerose ipotesi di datazione che oscillano dal IV al I secolo a.C. Per Torelli-Bianchi Bandinelli si tratterebbe plausibilmente di un'opera realizzata tra il 300 e il 275 a.C., con uno spiccato accento espressivo, che la distanzia dall'arte greca, ma anche etrusca, di eredità piuttosto italica.
Questa scarsità di interesse artistico è ben giustificabile dal quadro della mentalità romana, intesa come espressione di una popolazione da sempre abituata a lottare contro la natura, la povertà e le popolazioni vicine. Il patrizio romano era tipicamente un uomo duro, violento e tenace, forgiato dalla fatica, abituato a dominare incontrastato nella cerchia familiare e ad avere interessi essenzialmente pratici e rivolti all'immediato. L'incombenza di forze inafferrabili spingeva questi individui a una superstizione diffidente, che rifiutava tutto ciò che non recasse un'utilità immediata. Nel II secolo a.C., ad esempio, il Senato stabilì da demolizione di un teatro in pietra appena iniziato "come cosa inutile e nociva ai costumi".

## Devicta Asia e Graecia capta
(Tito Livio a proposito di un discorso di Catone il Censore, Ab Urbe condita, XXXIV, 4)

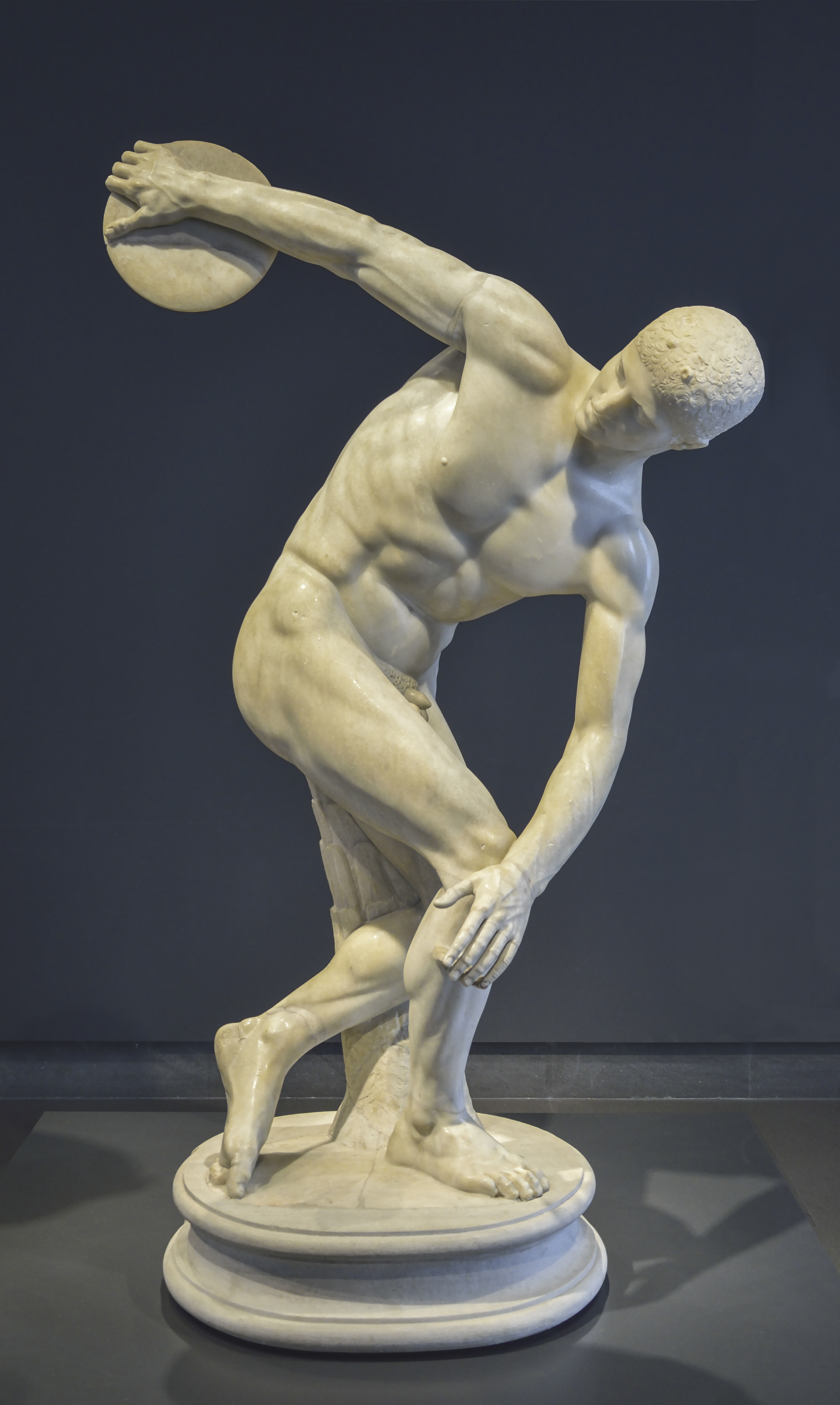
Il Discobolo di Mirone, copia romana da un originale greco detta Discobolo Lancellotti

Nel 280 a.C. l'esercito di Pirro si scontrò coi Romani in Italia, il primo largo contatto diretto tra Romani e genti del tutto grecizzate. Nel giro di due generazioni, tra il 264 e il 202 a.C. (dalla prima guerra punica alla battaglia di Zama) Roma divenne una potenza nel Mediterraneo occidentale; nel 272 a.C. si colloca la vittoria su Taranto, seguita dalla presa di Reggio (270 a.C.), la lega con Siracusa durante la prima guerra punica (264-241 a.C.) e l'ammissione dei Romani ai giochi istmici di Corinto del 228 a.C., che equivaleva all'entrata di Roma nella società delle nazioni di civiltà greca.
Altre due generazioni (200-133 a.C.) e Roma divenne una potenza anche nel Mediterraneo orientale, con la sconfitta dei Galli sul Po, la conquista di Cartagine, di Corinto e di Numanzia, nonché con l'eredità di Pergamo.
Decisiva fu la presa di Siracusa nel 212 a.C., in seguito alla quale Marcello riportò in città un grandissimo numero di opere d'arte greche, le quali segnarono una svolta nella cultura e nella prassi artistica romana. Già allora ci fu chi rimproverò Marcello "di aver riempito d'ozio e di chiacchiere e di aver portato a discutere urbanamente di arte e di artisti [...] quel popolo abituato a combattere e a coltivare i campi, schivo di ogni mollezza e di frivolezza".
Dopo Siracusa le occasioni di importare arte greca furono continue e frequenti: la vittoria contro Filippo V di Macedonia (194 a.C.), la guerra contro Antioco III e la presa di Magnesia in Asia Minore (198 a.C.), la vittoria sullo pseudo Filippo, la distruzione di Corinto (146 a.C.), che segnò anche l'arrivo a Roma di architetti quali Ermodoro di Salamina e scultore quali quelli della famiglia di Polykles.
L'ammirazione per le opere greche fu vasta, ma la comprensione del valore artistico e storico di tali opere dovette rimanere un raro appannaggio di alcuni aristocratici. Per esempio nel 146 a.C. il console Mummio si stupiva così tanto dell'alta offerta di Attalo II di Pergamo per un'opera di Aristeides messa all'asta dopo il saccheggio di Corinto, da ritirarla dalla vendita sospettando virtù nascoste nel dipinto.

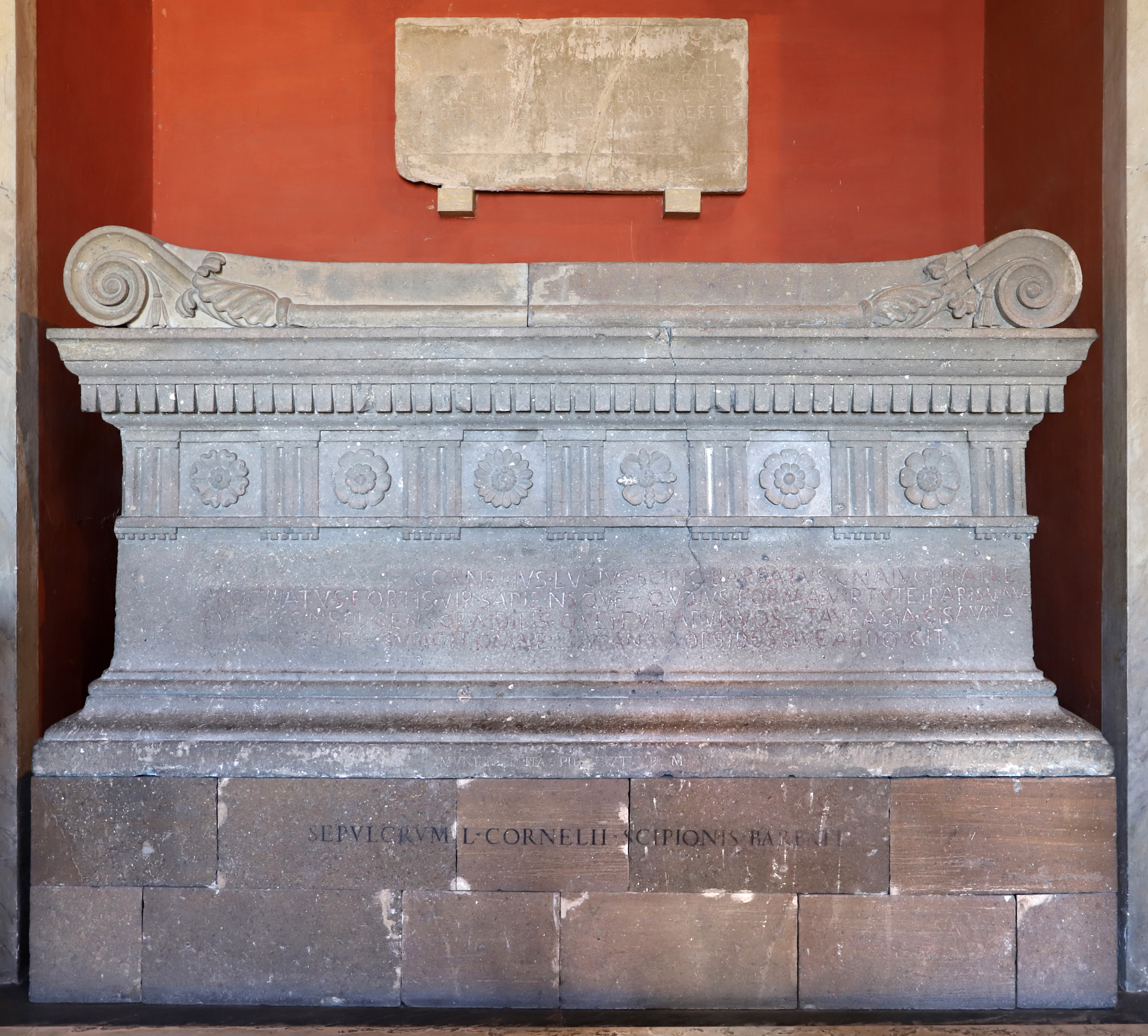
Il sarcofago di Scipione Barbato, citazione dell'ordine dorico e ionico

In meno di un secolo nacque a Roma un nutrito gruppo di ricchi collezionisti d'arte. Essi stessi, come testimonia Cicerone nelle Verrine, ebbero un certo pudore nel confessare pubblicamente la loro apprezzamento per l'arte, sapendo di manifestare valori negativi per la società, quali la superiorità dei Greci vinti rispetto alla cultura austera e sofferta dei padri romani. Le polemiche in merito si focalizzarono tra le posizioni contrastanti del circolo degli Scipioni, aperto alle suggestioni culturali elleniche, e il conservatorismo di Catone e i suoi seguaci.
Già dopo la vittoria contro Antioco III la quantità di opere greche a Roma era così consistente che Livio scrisse: "[fu] la fine dei simulacri di legno e di terracotta nei templi di Roma, sostituiti da opere d'arte importate." . I primi edifici in marmo bianco di Roma furono due piccole costruzioni, un debutto per certi versi "timido": il tempio di Giove Statore e il tempio di Giunone Regina, racchiusi da un porticato, uno dei quali fu opera proprio di Ermodoro di Salamina, le cui statue di divinità furono scolpiti da scultori provenienti da Delos e da un artista italico, che si ispirò a un modello ellenico del IV secolo a.C. Lo stesso architetto costruì nel 136 a.C. un tempio in Campo Marzio, che conteneva una statua di Marte colossale, opera attribuita a Skopas minore, e una di Afrodite. Tra i resti meglio conservati di quella stagione c'è il tempio di Ercole Vincitore a Roma.

### Mercato delle copie e neoatticismo
In un secondo momento, quando si era già formata una categoria di collezionisti appassionati, gli originali greci non furono più sufficienti a esaurire la domanda, per cui si avviò un commercio di copie in massa, sia statue che quadri, alle quali vanno aggiunte le opere ispirate a modelli dell'età classica, uscite soprattutto dalle officine neoattiche di Atene.

### Eclettismo
L'afflusso di opere d'arte di stili differenti in un momento in cui l'arte romana stava per iniziare uno sviluppo indipendente fu alla base del carattere spiccatamente eclettico dei romani: non solo opere diverse accostate, ma anche compresenza di stili molto diversi in una medesima opera, come nell'ara di Domizio Enobarbo, uno dei più antichi bassorilievi di arte ufficiale romana pervenutoci (databile verso il 113 a.C.). In esso convivono la raffigurazione di un thiasos di divinità marine in stile ellenistico e quella di una processione sacra in stile realistico prettamente italico ("romano"). Eclettica fu anche l'Ara Pacis.

### Corrente plebea
Le opere d'arte dalla Grecia, anche se esposte in luoghi pubblici, interessarono comunque solo una élite urbana. Il resto delle produzioni artistiche e artigianali dei territori romani continuò a svolgersi all'insegna della cultura provinciale dell'ellenismo medio-italico, che fu all'origine del filone "plebeo" dell'arte romana, parallelo a quello dell'arte patrizia fino al III secolo d.C. quando in un certo senso le due culture figurative si riavvicinarono, a vantaggio del filone plebeo.
In questa tipologia artistica, invece dei problemi della forma e dell'espressione artistica, dominano alcune esigenze pratiche e immediate, come la celebrazione del cursus honorum del committente, l'immediatezza della narrazione, la facile leggibilità. Nel fare questo vengono sacrificate le regole fondamentali del naturalismo ellenistico, per evidenziare alcuni particolari e alcuni significati simbolici: si imposta una dimensione gerarchica delle figure e di alcune parti del corpo, si deforma la prospettiva, si rappresentano contemporaneamente scene avvenute in momenti diversi. Tutte queste caratteristiche verranno poi riprese dall'arte medievale.

### Pittura trionfale

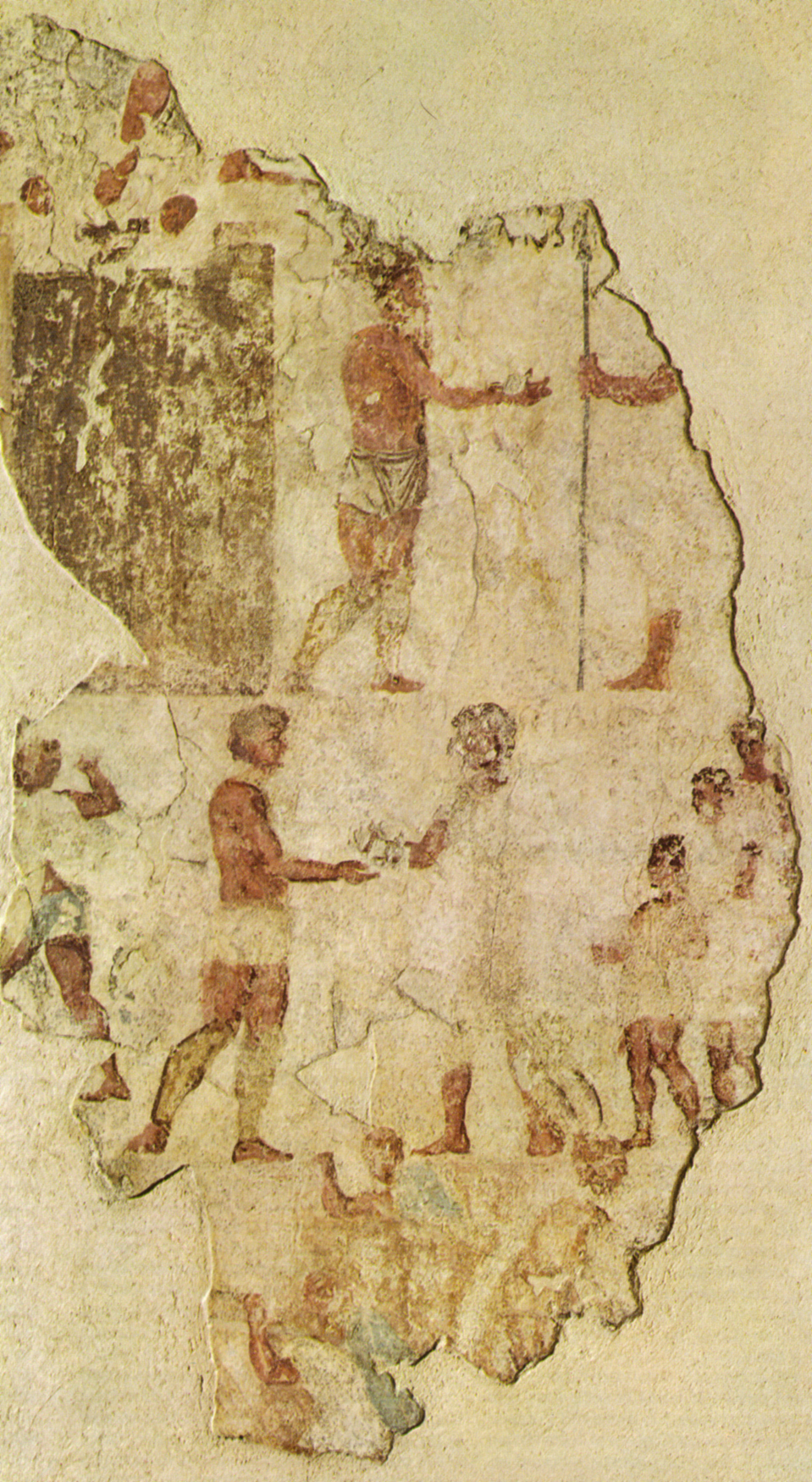
Affresco con scena storica dalla necropoli dell'Esquilino, tra le prime testimonianza di pittura su affresco romana pervenutaci

Almeno fin dalla fine del VII secolo a.C. la pittura ebbe una grande importanza nella produzione artistica medio-italica, come testimoniano le pitture nelle tombe etrusche, apule e campane nonché le fonti letterarie. A Roma si hanno testimonianze dalla prima metà del V secolo a.C., con la citazione dei pittori italioti e sicelioti Damofilo e Gorgaso, autori della decorazione pittorica del tempio di Cerere, fondato da Spurio Crasso nel 493 a.C.. Ciò testimonia la presenza di artisti di varia provenienza, ma non l'esistenza a Roma di una scuola pittorica con caratteri peculiari.
Alla fine del IV secolo a.C. è tramandato un nome di un pittore (mentre non si conserva il nome di alcuno scultore), Fabius Pictor, attivo nella decorazione del tempio della Salus nel 304 a.C. e probabilmente di famiglia patrizia, come suggerisce il nome (della Gens Fabia). La pittura a quell'epoca aveva un fine prevalentemente pratico, ornamentale e, soprattutto, celebrativo. Si è ipotizzato che la decorazione di Fabius fosse a carattere narrativo e storico e che la pittura repubblicana con scene delle guerre sannitiche nella necropoli dell'Esquilino possa essere derivata da tali opere (fine IV, inizio III secolo a.C. la datazione più probabile).
Dal III secolo a.C. si ha la documentazione di pitture "trionfali", cioè di dipinti portati nei cortei dei trionfi con le narrazioni di eventi della campagna militare vittoriosa o l'aspetto delle città conquistate. La pittura trionfale ebbe sicuramente influenza nel rilievo storico romano.

## Età sillana e cesariana
Dal 130 a.C. alla dittatura di Silla (82 a.C.), fino anche al primo consolato di Cesare (59 a.C.) Roma consolidò le conquiste nel mondo mediterraneo, attraversando però un periodo durissimo di rivoluzione e guerra civile tra plebe e oligarchia, che vide infine prevalere i cittadini più ricchi creando uno Stato che ebbe poi nell'epoca di Augusto (27 a.C.-14 d.C.) la sua organizzazione burocratica e una propria ideologia politica e culturale.
In questi anni si vede la nascita di cultura artistica romana chiaramente individuabile, che influenzò decisamente la storia culturale, economica e sociale dell'Occidente. In un certo modo fu naturale che, dopo l'immane afflusso di arte straniera a Roma, proveniente da scuole diverse e riferibili a periodi molto diversi, fosse necessario un certo lasso di tempo per assimilare e iniziare a comprendere queste eredità artistiche. Quando il contatto con l'arte (intesa come la grande tradizione greca) iniziò a divenire un fatto normale e consueto, allora poté iniziare a svilupparsi una nuova civiltà artistica "romana" dai caratteri propri. Inizialmente Roma ebbe i caratteri delle aree periferiche: prese una tradizione di derivazione esterna e la adattò alle proprie esigenze e caratteristiche locali. Ma ciò non riguardò, come al solito, i modelli presi da artisti locali, ma gli stessi artisti stranieri che adattarono la loro produzione alla nuova classe dei committenti romani, con altre esigenze culturali (neoatticismo). Ciò ha come conseguenza che gran parte dell'arte cosiddetta "romana" venne fabbricata da artisti ellenici, non romani e nemmeno italici, i quali non avevano modo di viaggiare all'estero per arricchire le proprie esperienze.
Il primo ventennio della nascita dell'arte romana corrispose alla personalità di Silla al potere, dal 92 a.C. Le innovazioni più notevoli si ebbero in architettura, nella pittura parietale e nella formazione di un gusto veristico nel ritratto.

### Architettura

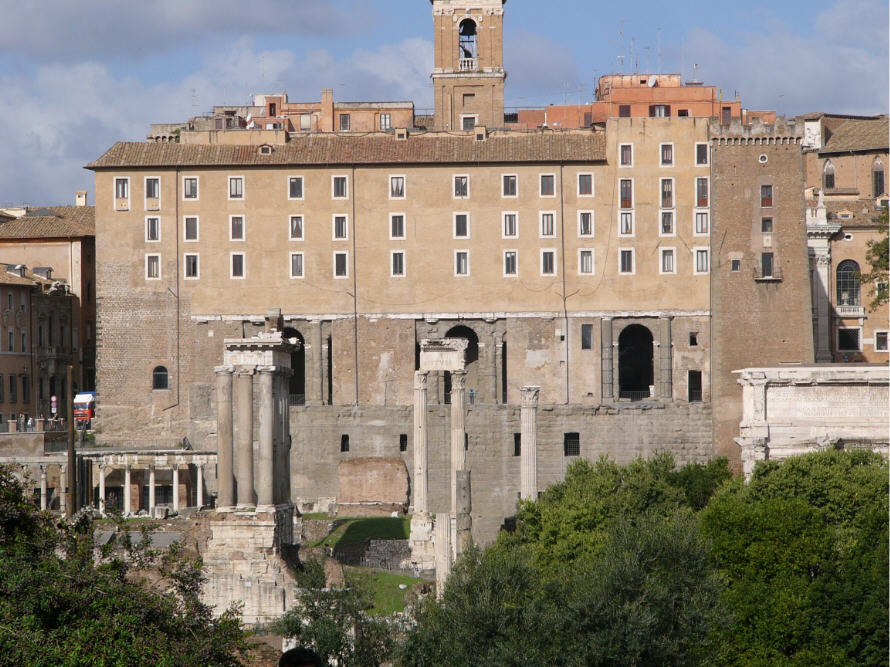
Resti del Tabularium (in secondo piano, sotto il palazzo dei Senatori)

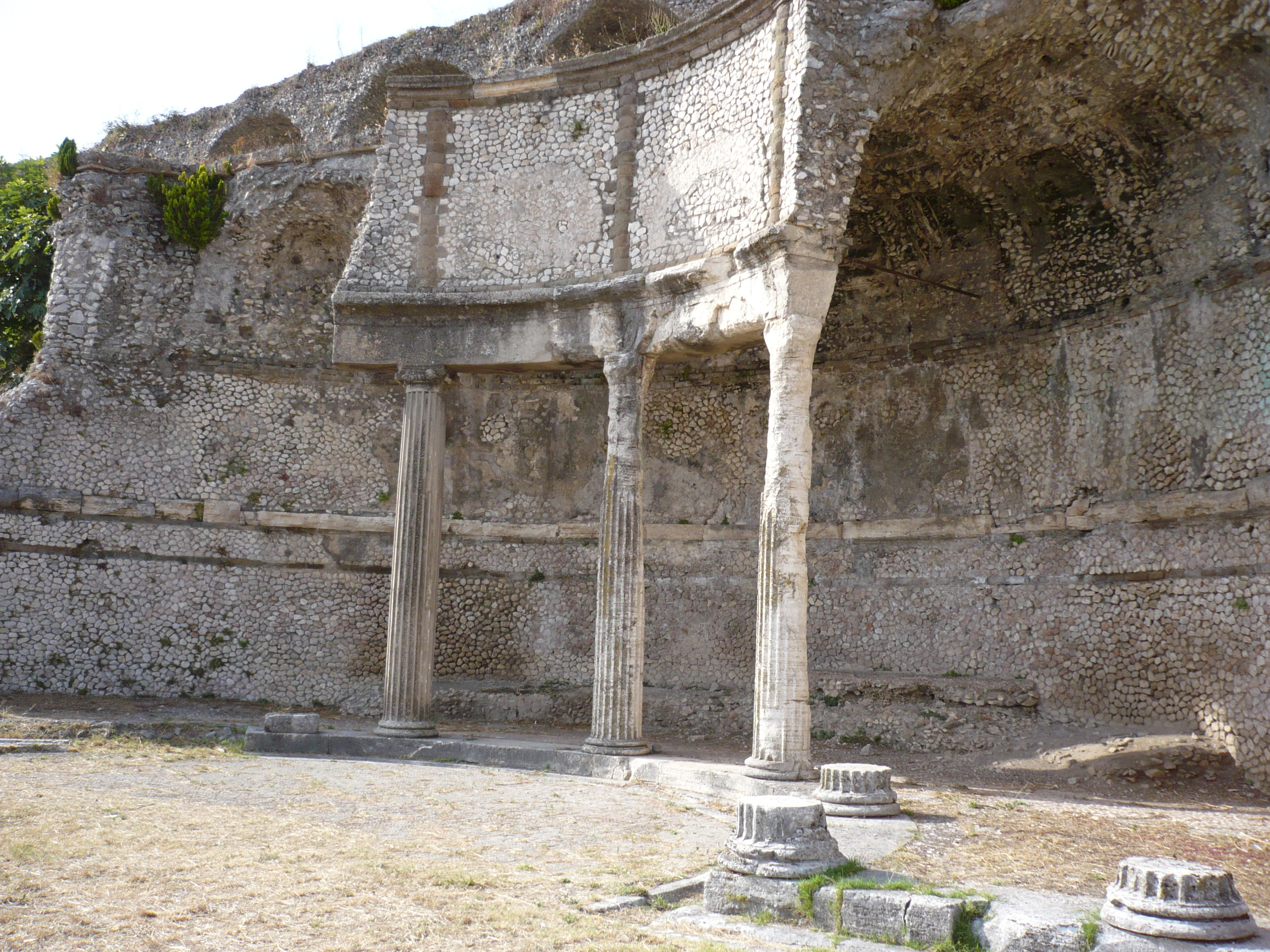
Esedra del santuario della Fortuna Primigenia a Palestrina

Al tempo di Silla le strutture lignee con rivestimento in terracotta di matrice etrusca, o quelle in tufo stuccato lasciarono definitivamente il passo agli edifici in travertino o in altre pietre calcaree, secondo forme desunte dall'architettura ellenistica, ma adattate a un gusto più semplice con forme più modeste. Già durante l'ellenismo si era arrivati a sollevare gli elementi architettonici dalla mera funzione statica, permettendo un uso decorativo che dava grande libertà agli architetti. Anche a Roma venne ripresa questa libertà, applicando a forme che non esistevano nel mondo ellenistico per funzione, tipo e tecnica muraria.
Al tempo di Ermodoro e delle guerre macedoniche erano sorti i primi edifici in marmo a Roma, che non si distinguevano certo per grandiosità. Lucio Licinio Crasso, parente del più famoso Marco Licinio Crasso, era stato poi il primo a usare il marmo anche nella decorazione della propria abitazione privata sul Palatino nel 100 a.C.
Dopo l'incendio dell'83 a.C. venne ricostruito in pietra il tempio di Giove Capitolino, con colonne marmoree venute da Atene e con un nuovo simulacro crisoelefantino di Giove, forse opera da Apollonio di Nestore. Risale al 78 a.C. la costruzione del Tabularium, quinta scenografica del Foro Romano che lo metteva in comunicazione col Campidoglio e fungeva da archivio statale. Vi si usarono semicolonne addossate sui pilastri dai quali partono gli archi, schema usato anche nel santuario di Ercole Vincitore a Tivoli.
I templi romani sillani sopravvissuti sono piuttosto modesti (tempio di San Nicola in Carcere, tempio B del Largo Argentina), mentre più importanti testimonianze si hanno in quelle città che subirono meno trasformazioni in seguito: Pompei, Terracina, Fondi, Cori, Tivoli e Palestrina. Particolarmente significativo è il santuario della Fortuna Primigenia a Palestrina, dove le strutture interne sono in opus incertum e le coperture a volta ricavate tramite gittate di pietrisco e malta pozzolana: queste tecniche campano-laziali definivano le strutture portanti della grande massa architettonica, mentre le facciate erano decorate da strutture architravate in stile ellenistico, che nascondevano il resto. Solo in un secondo momento anche le tecniche costruttive romane ebbero una forma stilistica che non richiedeva più la "maschera" esterna, permettendo uno sviluppo autonomo e grandioso dell'architettura romana.
Soprattutto in architettura si iniziò a manifestare quell'atteggiamento tipicamente utilitario dell'arte: le forme greche venivano interpretate secondo gli scopi specifici degli edifici, arrivando a diventare un semplice ornamento. Un'altra notevole differenza col mondo greco è nell'uso delle pareti: per i Greci la parete isodoma era innanzitutto strutturale; per i Romani, l'uso di mattoni e piccole pietre tenute insieme dalla malta (secondo un espediente più rapido e economico) rendeva la parete una mera struttura per separare gli spazi. In questo sta una sostanziale differenza tra architettura greca e romana: la prima era un'arte di ritmi scanditi (si pensi alla disposizione canonica degli elementi architettonici sul piano verticale del tempio greco), la seconda era arte degli spazi (spazi interni ma anche spazi tra edifici, si pensi ai complessi dei fori nelle colonie romane).
L'urbanistica greca, intesa come rapporti tra edifici, nacque solo in epoca ellenistica (anteriormente gli edifici erano considerati come elementi a sé, completamente indipendenti rispetto agli edifici circostanti). Ma per i greci le relazioni tra edifici arrivavano a interessare le parti di un complesso, come singole masse individuali, mentre per i romani esisteva anche il problema della vera e propria collocazione organica degli edifici nello spazio, come dimostra ad esempio il Foro di Pompei (100 a.C. circa), tra i migliori esempi superstiti di piazza romana circondata da eleganti portici e centrata prospetticamente sul tempio nel lato breve.
Al tempo di Cesare si ebbe la creazione del sontuoso Foro e tempio di Venere Genitrice, ma fu solo col restauro del tempio di Apollo Sosiano nel 32 a.C. che Roma ebbe per la prima volta un edificio di culto all'altezza dell'eleganza ellenistica.

### Ritratto

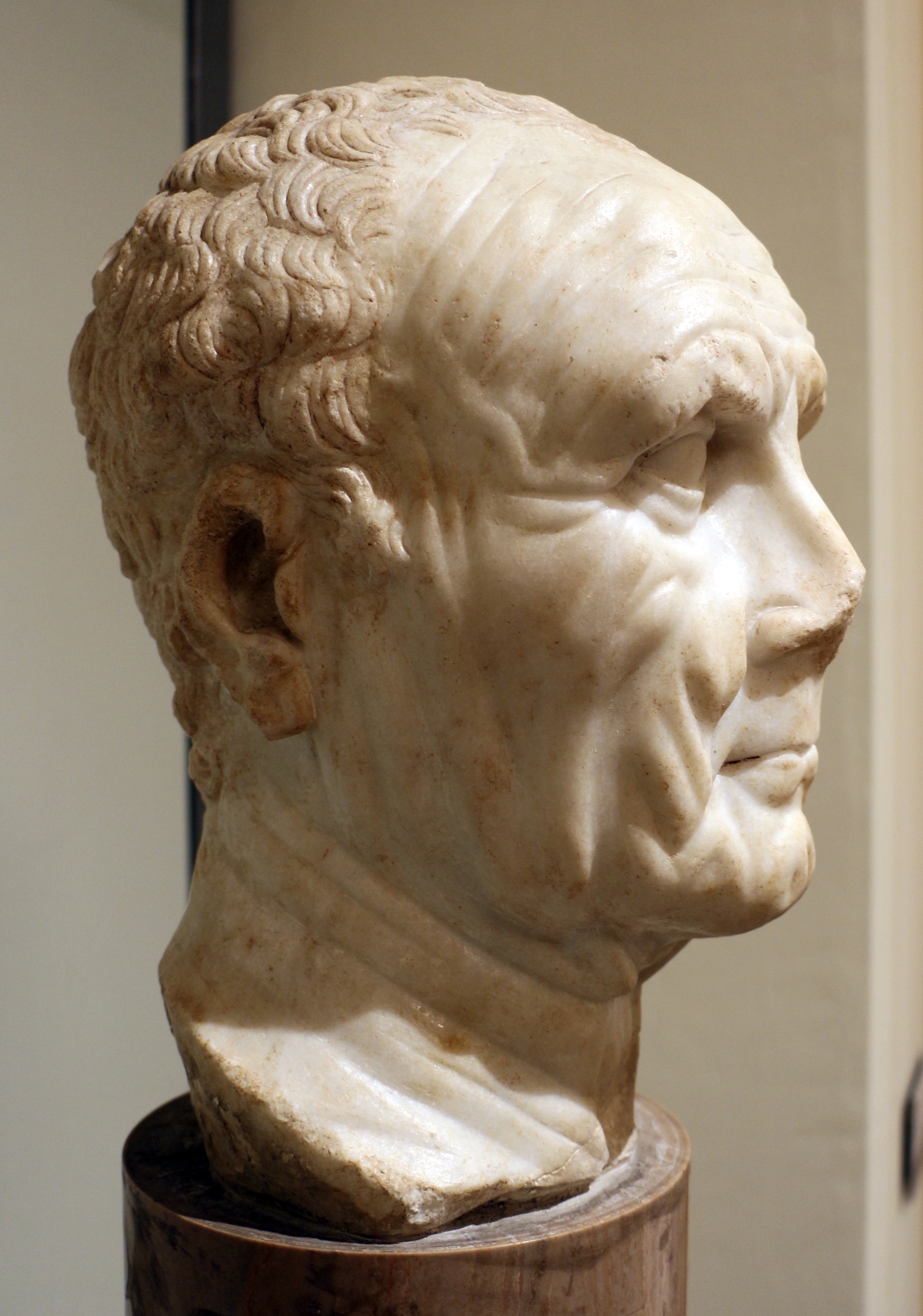
Il ritratto di ignoto di Osimo

L'altro importante traguardo raggiunto dall'arte romana a partire dall'epoca di Silla è il cosiddetto ritratto "veristico", ispirato alla particolare concezione "catoniana" delle virtù dell'uomo patrizio romano: carattere forgiato dalla durezza della vita e della guerra, orgoglio di classe, inflessibilità, ecc.
Il punto di partenza per tale innovazione artistica, che ebbe la migliore fioritura nel decennio 80-70 a.C., fu senza dubbio il ritratto ellenistico fisionomico, non tanto le opere etrusche perché esse furono influenzate da quelle romane e non viceversa (si pensi alla statua dell'Arringatore). Il diverso contesto dei valori nella società romana portò divergere dai modelli alessandrini (e ellenistici in generale) con i volti ridotti a dure maschere, con una resa secca e minuziosa della superficie, che non risparmia i segni del tempo e della vita dura.
Tra gli esempi più significativi del "verismo patrizio" ci sono la testa 535 del Museo Torlonia (replica tiberiana), il velato del Vaticano (replica della prima età augustea), il ritratto di ignoto di Osimo (80-70 a.C.), il busto 329 dell'Albertinum di Dresda, ecc.
Il crudo verismo di queste opere è mitigato in altri esempi (70-50 a.C.) dal plasticismo più ricco e una rappresentazione più organica e meno tetra, con la rigidezza mitigata da un'espressione più serena: è il caso la testa 1332 del museo Nuovo dei Conservatori (databile 60-50 a.C.) o il ritratto di Pompeo alla Ny Carlsberg Glyptotek di Copenaghen. Nonostante la rilevanza solo in ambito urbano e la breve durata temporale, il ritratto romano repubblicano ebbe un riflesso e seguito notevole nel tempo, soprattutto nei monumenti funerari delle classi inferiori che guardavano al patriziato con aspirazione, come i liberti.

### Pittura

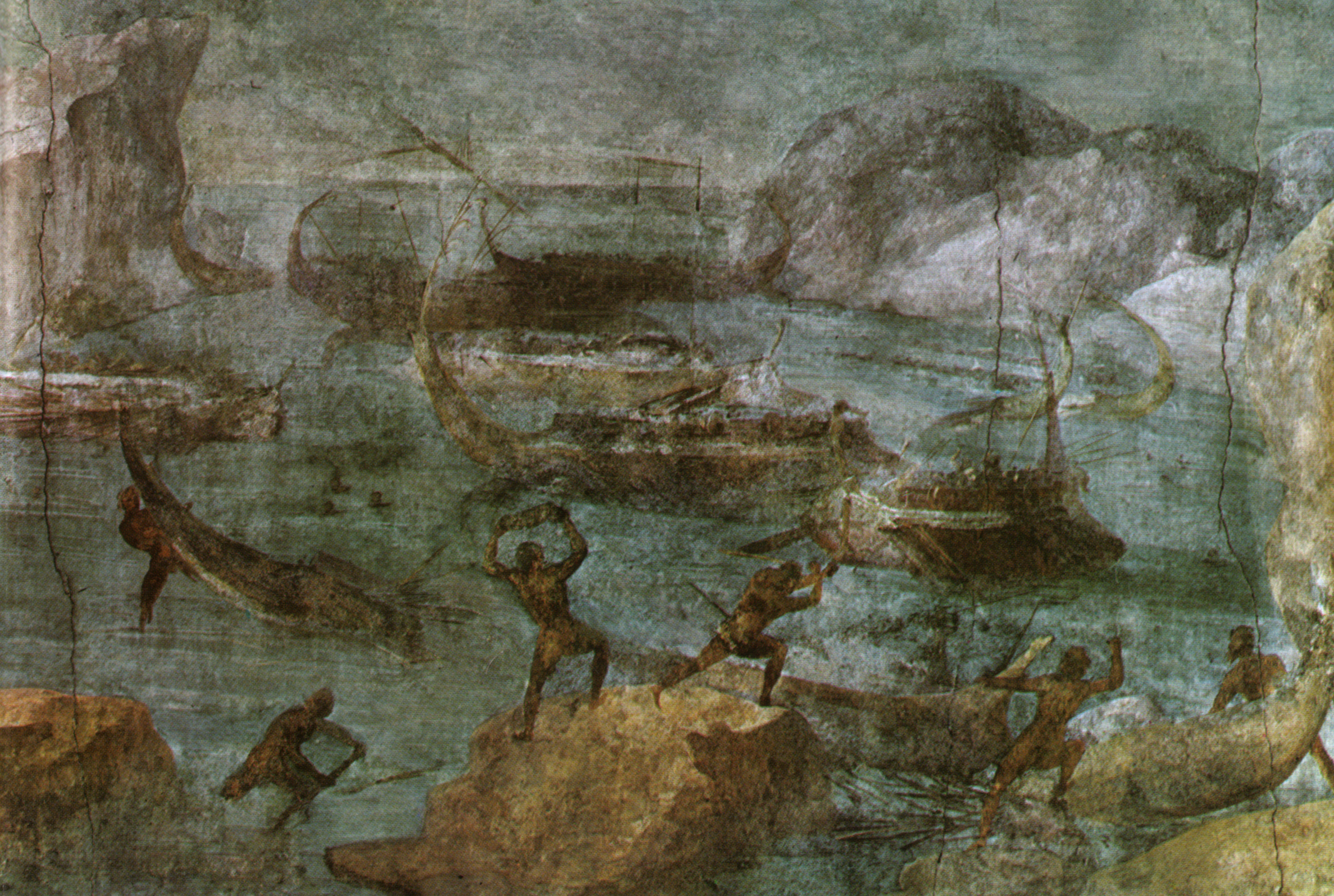
Casa di via Graziosa, scena dell'Odissea (Attacco dei Lestrigoni)

In questo periodo si colloca anche la costituzione di una tradizione pittorica romana. Essa viene detta anche "pompeiana", perché studiata nei cospicui ritrovamenti di Pompei e delle altre città vesuviane sommerse dall'eruzione del 79, anche se il centro della produzione artistica fu sicuramente Roma.
Assieme alle sculture, erano arrivate in Italia anche numerosissime pitture greche e molti pittori si erano trasferiti a Roma dalla Grecia, dalla Siria, da Alessandria. Mentre Plinio il Vecchio si lamentava della decadenza della pittura (intendendo che la vera pittura di merito era quella su tavola, non quella parietale), era già in vigore il "quarto stile", dall'esuberante ricchezza decorativa.
Era tipico per una casa signorile avere ogni angolo di parete dipinta, da cui deriva una straordinaria ricchezza quantitativa di decorazioni pittoriche. Tali opere però non erano frutto dell'inventiva romana, ma erano un ultimo prodotto, per molti versi banalizzato, dell'altissima civiltà pittorica greca.
Si individuano quattro "stili" per la pittura romana, anche se sarebbe più corretto parlare di schemi decorativi. Il primo stile ebbe una documentata diffusione in tutta l'area ellenistica (incrostazioni architettoniche dipinte) dal III-II secolo a.C. Il secondo stile (finte architetture) non ha invece lasciato tracce fuori da Roma e le città vesuviane, databile dal 120 a.C. per le proposte più antiche, fino agli esempi più tardi del 50 a.C. circa. Questo è forse un'invenzione romana. Il quarto stile, documentato a Pompei dal 60 d.C., è molto ricco, ma non ripropone niente di nuovo che non fosse già stato sperimentato nel passato. In seguito la pittura si inaridì gradualmente, con elementi sempre più triti e con una tecnica sempre più sciatta.
Tra gli esempi più interessanti dell'epoca vi sono gli affreschi con scene dell'Odissea dalla Casa di via Graziosa, databili tra il 50 e il 40 a.C., probabilmente delle copie eseguite con diligenza (e qualche errore, come nei nomi in greco dei personaggi) di un originale alessandrino perduto databile attorno al 150 a.C.: in queste opere si nota per la prima volta in ambito romano un disporsi compiuto delle figure nello spazio illusionistico della rappresentazione, che sembra quindi "sfondare" la parete.

### Mosaico

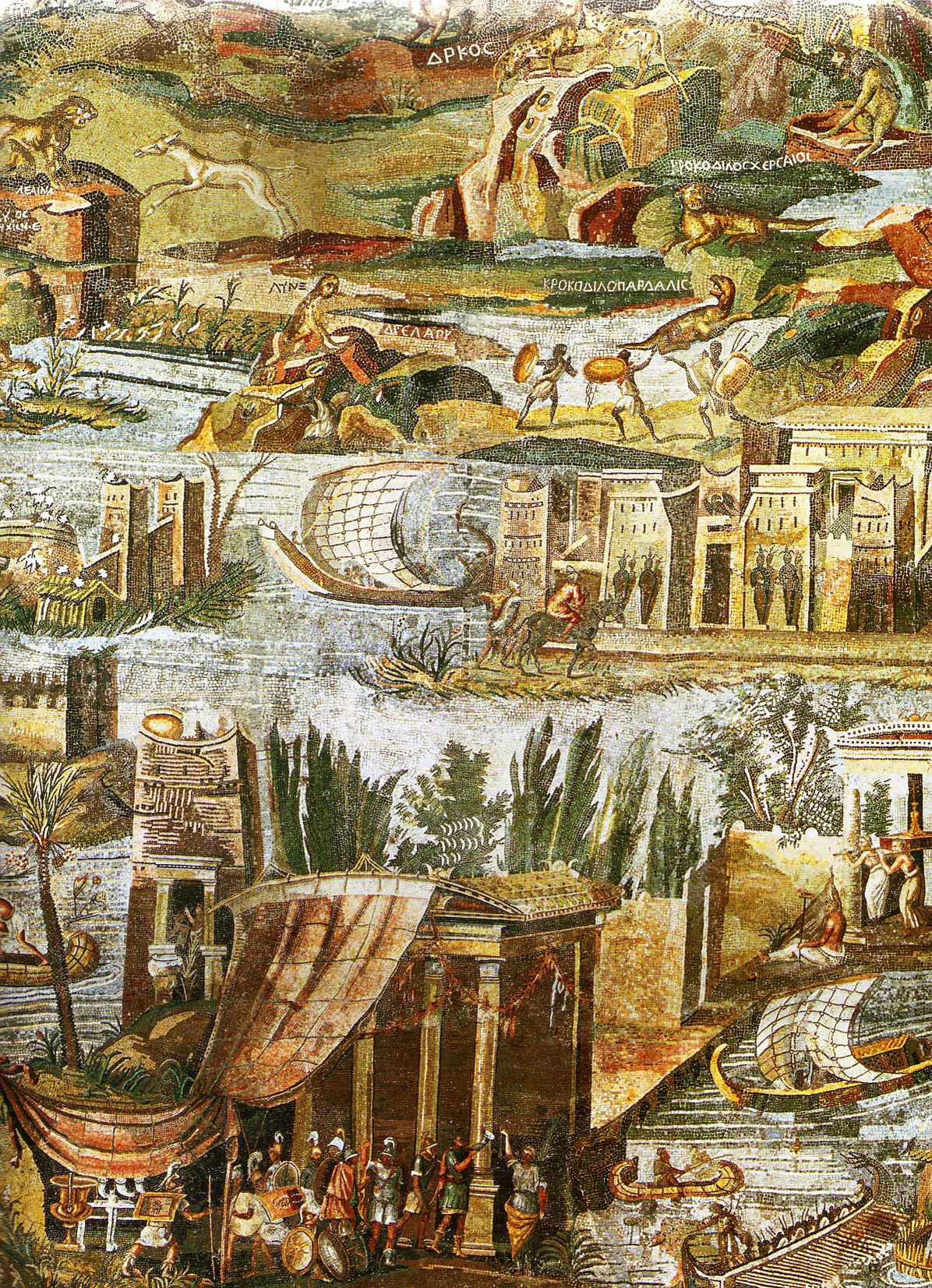
Il mosaico nilotico di Palestrina

Le prime testimonianze di mosaico a tessere a Roma si datano attorno alla fine del III secolo a.C.: anche nel mondo romano questa forma d'arte aveva intenti pratici, per impermeabilizzare il pavimento di terra battuta e renderlo più resistente al calpestìo. Successivamente, con l'espansione in Grecia e in Egitto e quindi con gli scambi non solo commerciali, ma anche culturali, si sviluppò un interesse per la ricerca estetica e la raffinatezza delle composizioni, al punto tale che Plinio scrisse con disprezzo: "Ecco che cominciamo a voler dipingere con le pietre!".
Inizialmente le maestranze provenivano dalla Grecia e portavano con sé tecniche di lavorazione e soggetti dal repertorio musivo ellenistico, come le Colombe abbeverantisi e i Paesaggi nilotici.
Il mosaico parietale nacque alla fine della Repubblica, verso il I secolo a.C., nelle cosiddette "grotte delle Muse", costruzioni scavate nella roccia, interrate o artificiali, dove l'elemento principale era una sorgente o una fontana: si rendeva perciò necessario un rivestimento resistente all'umidità anche sulle pareti. A Pompei ed Ercolano era utilizzato anche per rivestire le esedre, nicchie di grandi dimensioni, semicircolari o talvolta poligonali, spesso ornate con una fontana; si ricorda il mosaico di Nettuno e Anfitrite, nell'omonima casa ad Ercolano, e quello di Venere nella Casa dell'Orso a Pompei: entrambi hanno la particolarità di avere inserite anche delle conchiglie, che richiamano il tema marino raffigurato.
Nel Gatto che ghermisce una pernice, dalla Casa del Fauno a Pompei, vennero utilizzati smalti per arricchire la scala cromatica: questo mosaico è uno dei cosiddetti xenia, "doni ospitali", ovvero piccoli quadri rappresentanti frutta, verdura, pollame, cacciagione, che si usavano offrire gli ospiti.
Soggetto più volte ripreso, forse opera di maestranze egiziane, è il grande Mosaico nilotico di Palestrina, I secolo a.C., nel santuario della Fortuna Primigenia: è una descrizione accurata del corso del Nilo, con scene di caccia, pesca, rituali e banchetti, dove è la luce, e non più la sola linea di contorno, a definire le figure, con effetti luministici accentuati dal velo d'acqua che ricopriva il mosaico.
Già nel I secolo a.C. il mosaico era talmente diffuso che la qualità impoveriva: era ormai presente in tutte le case, con soggetti comuni e poco curati. Mancava l'inventiva dell'artista: sono opere di artigiani che si accontentano di copiare grossolanamente temi conosciuti. Anche le tessere sono grezze e il disegno risulta poco preciso. In questo periodo si fanno più rari gli emblèmata, poiché la decorazione figurata arriva ad occupare l'intera pavimentazione.